# Boletina groenlandica
Boletina groenlandica är en tvåvingeart som beskrevs av Rasmus Carl Staeger 1845. Boletina groenlandica ingår i släktet Boletina och familjen svampmyggor. Arten är reproducerande i Sverige. Inga underarter finns listade i Catalogue of Life.